# Hiroko Tsuji
Hiroko Tsuji (辻 宏子), née le 29 novembre 1938 dans la préfecture d'Ishikawa, est une gymnaste artistique japonaise.

## Palmarès

### Jeux olympiques
- Tokyo 1964
  -  médaille de bronze au concours par équipes

### Championnats du monde
- Prague 1962
  -  médaille de bronze au concours par équipes